# Mugalihalli, Belur
Mugalihalli là một làng thuộc tehsil Belur, huyện Hassan, bang Karnataka, Ấn Độ.